# Diaporthe arctii
Diaporthe arctii är en svampart som först beskrevs av Wilhelm Gottfried Lasch, och fick sitt nu gällande namn av Nitschke 1870. Diaporthe arctii ingår i släktet Diaporthe och familjen Diaporthaceae.  Arten är reproducerande i Sverige.

## Underarter
Arten delas in i följande underarter:
- artemisiae
- achilleae

I den svenska databasen Dyntaxa används istället namnet Diaporthe inquilina för samma taxon.  Arten är reproducerande i Sverige.